# جایزه بزرگ مجارستان ۱۹۹۲
جایزه بزرگ مجارستان ۱۹۹۲ (انگلیسی: ‎1992 Hungarian Grand Prix‎)، که به‌طور رسمی با نام هشتمین جایزه بزرگ مارلبرو مجارستان شناخته می‌شود، یک مسابقهٔ موتوری در رشتهٔ اتومبیل‌رانی فرمول یک بود که در تاریخ ۱۶ اوت ۱۹۹۲ در هونگارورینگ واقع در بوداپست، مجارستان برگزار شد. این گراند پری در میان ۱۶ گراند پری در فصل ۱۹۹۲، مسابقهٔ شمارهٔ ۱۱ بود.
در این مسابقه که در ۷۷ دور و به مسافت ۳۰۵٫۵۳۶ کیلومتر (۱۸۹٫۸۵۱ مایل) برگزار شد، پول پوزیشن توسط ریکاردو پاتریس کسب شد و سریع‌ترین زمان برای طی یک دور پیست که برابر با ۱:۱۸٫۳۰۸ بود نیز توسط نایجل منسل به ثبت رسید.
آیرتون سنا از تیم مک‌لارن-هوندا، نایجل منسل از تیم ویلیامز-رنو و گرهارد برگر از تیم مک‌لارن-هوندا به‌ترتیب مقام‌های اول تا سوم مسابقه را کسب کردند.

## رده‌بندی قهرمانی پس از مسابقه
| جایگاه | راننده         | امتیاز |
| ------ | -------------- | ------ |
| ۱      | نایجل منسل     | ۹۲     |
| ۲      | ریکاردو پاتریس | ۴۰     |
| ۳      | آیرتون سنا     | ۳۴     |
| ۴      | میشائیل شوماخر | ۳۳     |
| ۵      | گرهارد برگر    | ۲۴     |
| منبع:  |                |        |

| جایگاه | سازنده       | امتیاز |
| ------ | ------------ | ------ |
| ۱      | ویلیامز-رنو  | ۱۳۲    |
| ۲      | مک‌لارن-هوندا | ۵۸     |
| ۳      | بنتون-فورد   | ۵۱     |
| ۴      | فراری        | ۱۶     |
| ۵      | لوتوس-فورد   | ۱۰     |
| منبع:  |              |        |

یادداشت
- تنها پنج جایگاه نخست از هر رده‌بندی نمایش داده شده‌است.